# Acidente do Antonov An-26 da Africa One em 2002

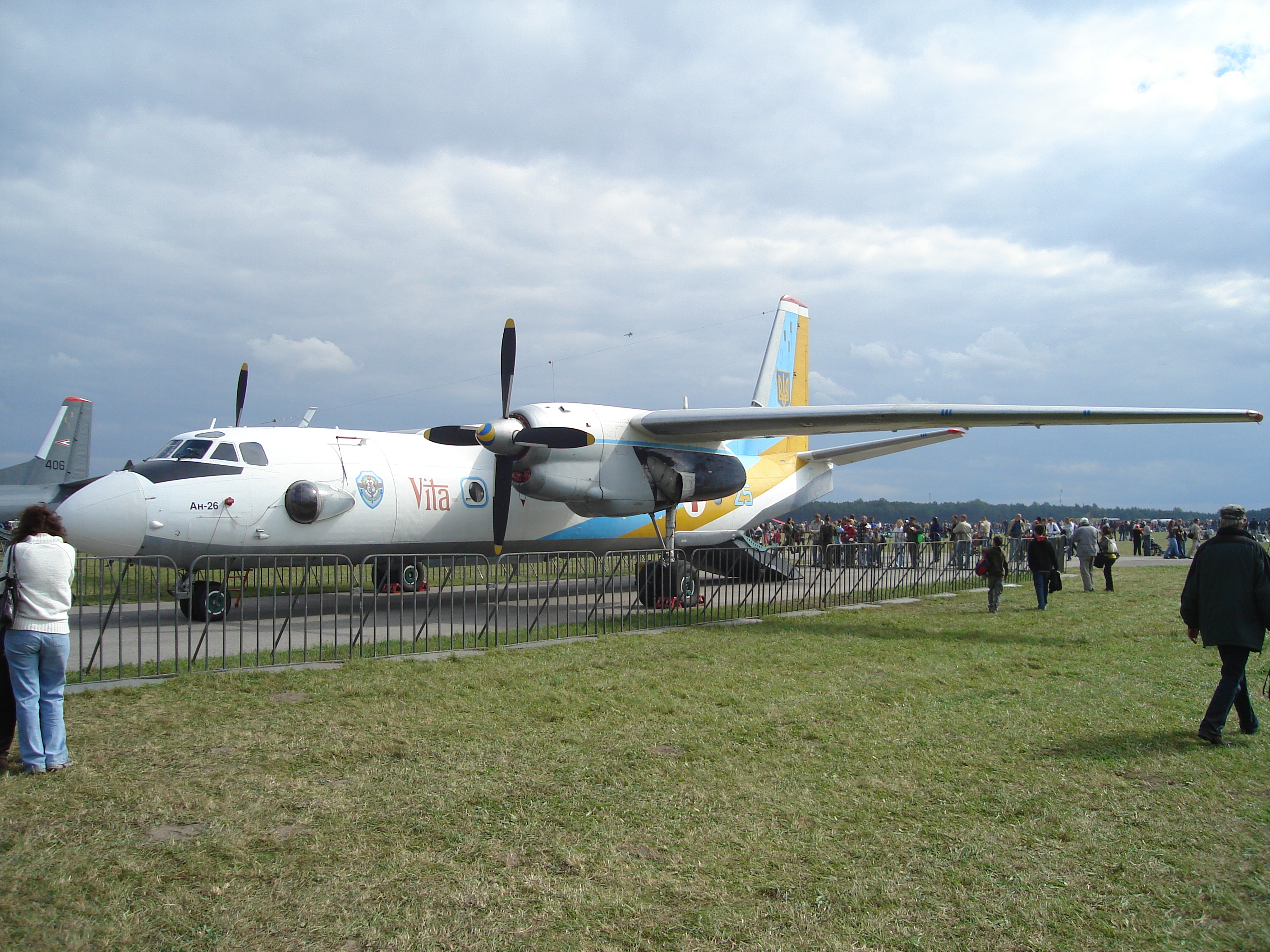
Um Antonov An-26 no Show Aéreo de Radom

O acidente do An-26 da Africa One em 2002 ocorreu em 26 de julho de 2002, quando um Antonov An-26 da Africa One experimentou uma decolagem rejeitada no Aeroporto de N'djili em Kinshasa, República Democrática do Congo. Como resultado da decolagem rejeitada, o trem de pouso e os suportes do trem principal colapsaram e a Aviation Safety Network disse que "a aeronave foi supostamente danificada além do reparo." Não houve mortos ou feridos.
O avião do acidente, que transportava dezenas de toneladas de mercadorias de carga, estava sobrecarregado. A companhia aérea declarou apenas três toneladas de carga. Simplice Kibanza, presidente do comitê de gestão da Régie des Voies Aériennes de la République Démocratique du Congo, a agência reguladora do espaço aéreo da RDC, anunciou que, como resultado do acidente, o RVA criou um plano de ação de emergência para permitir a coordenação dos serviços de emergência no aeroporto de N'Djili em caso de acidente ou incidente. O aeroporto anteriormente não tinha esse plano.